# Palm m100

Der m125 mit Hülle, Ober- und Unterseite

Die PDAs m100 und m105 brachte Palm im Q3/2000 bzw. Q1/2001 als Einsteigermodelle auf den Markt. Sie lösten den Palm IIIxe ab. Das Gehäuse ähnelt dem der weiter oben in der Produktpalette angesiedelten Modelle m125 (vorgestellt Q3/2001) und dem Farbmodell m130 (vorgestellt Q1/2002).

## Gegenüberstellung der Modelle
Gegenüberstellung der Ausstattungsmerkmale der m1xx-Reihe von Palm.
|                    | Palm m100                                 | Palm m105                                 | Palm m125                                 | Palm m130                             |
| Betriebssystem     | Palm OS 3.5.1                             | Palm OS 3.5.1                             | Palm OS 4.0                               | Palm OS 4.0                           |
| Display            | monochrom, 16 Graustufen, 160 × 160 Pixel | monochrom, 16 Graustufen, 160 × 160 Pixel | monochrom, 16 Graustufen, 160 × 160 Pixel | Farbe, 58.621 Farben, 160 × 160 Pixel |
| Speicher           | 2 MB RAM                                  | 8 MB RAM                                  | 8 MB RAM                                  | 8 MB RAM                              |
| Prozessor          | 16 MHz Motorola Dragonball EZ             | 16 MHz Motorola Dragonball EZ             | 33 MHz Motorola Dragonball VZ             | 33 MHz Motorola Dragonball VZ         |
| Erweiterungskarten | keine                                     | keine                                     | SD/MMC                                    | SD/MMC                                |
| Schnittstellen     | RS-232, Infrarot                          | RS-232, Infrarot                          | RS-232, USB, Infrarot                     | RS-232, USB, Infrarot                 |
| Stromversorgung    | 2 Mikro-Akkus/Batterien (AAA)             | 2 Mikro-Akkus/Batterien (AAA)             | 2 Mikro-Akkus/Batterien (AAA)             | Li-Ionen-Akku                         |
| Abmessungen        | 11,8 × 7,9 × 1,8 cm                       | 11,8 × 7,9 × 1,8 cm                       | 12,2 × 7,8 × 2,2 cm                       | 12,2 × 7,8 × 2,2 cm                   |
| Masse              | 125 g                                     | 125 g                                     | 151 g                                     | 153 g                                 |

## Aktuelle Verwendung
Im Juli 2023 berichtete heise online, dass Aufnahmen existieren, welche belegen, dass in IMAX-Kinos, die noch nicht auf Digitaltechnik umgestellt haben, eine Emulation des m130 auf Windows-Tablets zur Steuerung eingesetzt wird, in manchen Kinos sogar noch Originalgeräte.